# Золотарьов Олександр Йосипович
Олекса́ндр Йо́сипович Золотарьо́в (1879, Кіровськ (?) — розстріляний 20 січня 1938) — державний та політичний діяч, журналіст. Член ВУЦВК.

## Життєпис
Народився в бідній єврейській родині.
Закінчив юридичний факультет Московського університету.
1898 за революційну діяльність був заарештований і висланий до Херсонської губернії, а згодом до Полтавської.
1904 виїхав до Австро-Угорщини. Повернувшись 1907, працював у профспілках, 1915-17 — в єврейському бюро праці в Москві.
1917 — член Української Центральної Ради і Малої ради від Бунду, входив до ЦК партії, депутат Київської міської думи, Всеукраїнської ради робітничих депутатів.
У листопаді 1917 призначений УЦР емісаром в Одесу, 1918 — генеральний контролер Української Народної Республіки.
Член РКП(б) з кінця 1918 року.
На 1921 рік — член колегії Народного комісаріату робітничо-селянської інспекції (Держконтролю) УСРР.
1922 — голова торговельної делегації УСРР і РСФРР на Близькому Сході.
На 1923—1924 роки — уповноважений Народного комісаріату зовнішньої торгівлі РРФСР (СРСР) при Раді народних комісарів Української СРР.
На 1925—1926 роки — уповноважений Народного комісаріату зовнішньої торгівлі СРСР при Раді народних комісарів Української СРР.
На 1926—1928 роки — заступник голови Вищої ради народного господарства (ВРНГ) УСРР — начальник Економічного управління ВРНГ УСРР та голова комітету нового капітального будівництва ВРНГ УСРР.
До жовтня 1937 року — керуючий тресту «Експортбуд» Народного комісаріату важкої промисловості СРСР у Москві.
25 жовтня 1937 року заарештований органами НКВС. Засуджений Воєнною колегією Верховного суду СРСР 20 січня 1938 року до страти, розстріляний того ж дня. Похований на полігоні «Комунарка» біля Москви.
8 вересня 1956 року посмертно реабілітований.